# Fiat G.2
O Fiat G.2 foi um avião comercial monoplano trimotor italiano com capacidade para transporte de seis passageiros, projetado por Giuseppe Gabrielli e construído pela Fiat.

## Projeto e desenvolvimento
O G.2 nasceu a partir da necessidade de equipar a empresa aérea Avio Lines Italiane (ALI), de propriedade do grupo FIAT, com uma aeronave especialmente projetada. O projeto foi confiado ao engenheiro Giuseppe Gabrielli, que construiu a primeira de uma longa série de aeronaves para a empresa de Turim. O G.2 foi também o primeiro avião em estilo moderno que, abandonando a configuração biplano adotada até então, marcaria um ponto de virada na produção aeronáutica.
Apesar de ter sido demonstrado interesse pelo projeto à época, o G.2 não alcançou o sucesso esperado, mesmo após uma série de voos de demonstração realizados em países da Europa.

## Histórico operacional
O G.2 inicialmente serviu na Avio Linee Italiane (ALI) na rota de Turim a Milão. 
Posteriormente, a brasileira Varig, com a intenção de substituir seu Junkers Ju 52 de matrícula PP-VAL perdido em um acidente em fevereiro de 1942, decidiu contatar o governo italiano para adquirir o G.2. A aeronave, matriculada PP-VAM, foi usada para inaugurar a rota internacional conectando o Brasil a Montevidéu, capital do Uruguai, sendo a primeira rota da Varig fora do estado do Rio Grande do Sul. Subsequentemente, foi novamente vendido para a Aerovias Minas Gerais, matriculado PP-LAH e usado como avião de correio até janeiro de 1946 quando foi perdida em um acidente em Pedra Azul, município de Minas Gerais.

### Operadores
Brasil
- Aerovias Minas Gerais
- Varig

 Reino de Itália (1861–1946)
- ALI

## Descrição
O G.2, cujo protótipo voou pela primeira vez em 1932, era um monoplano de asa baixa, com três motores e construído inteiramente de metal, com exceção das superfícies de comando que eram cobertas com madeira compensada. A fuselagem integrava a cabine de pilotagem em uma posição superior a cabine de passageiros, que possuía seis assentos e um compartimento para bagagens. Os motores, posicionados um no nariz e os outros dois na asa, eram inicialmente o motor de quatro cilindros em linha Fiat A.60, subsequentemente substituído por outros modelos ao longo dos anos. 
O trem de pouso era fixo, em uma configuração convencional, caracterizado pela grande estrutura na parte dianteira suportada por uma pequena roda sob a cauda.

## Variantes
G.2
Motorizado com três motores em linha Fiat A.60 de 135 hp (101 kW).
G.2/2
Motorizado com três motores Alfa Romeo 110-1.
G.2/3
Motorizado com três de Havilland Gipsy Major de 120 hp (89,5 kW).
G.2/4
Motorizado com três motores radiais Fiat A.54.